# Jardín Borda

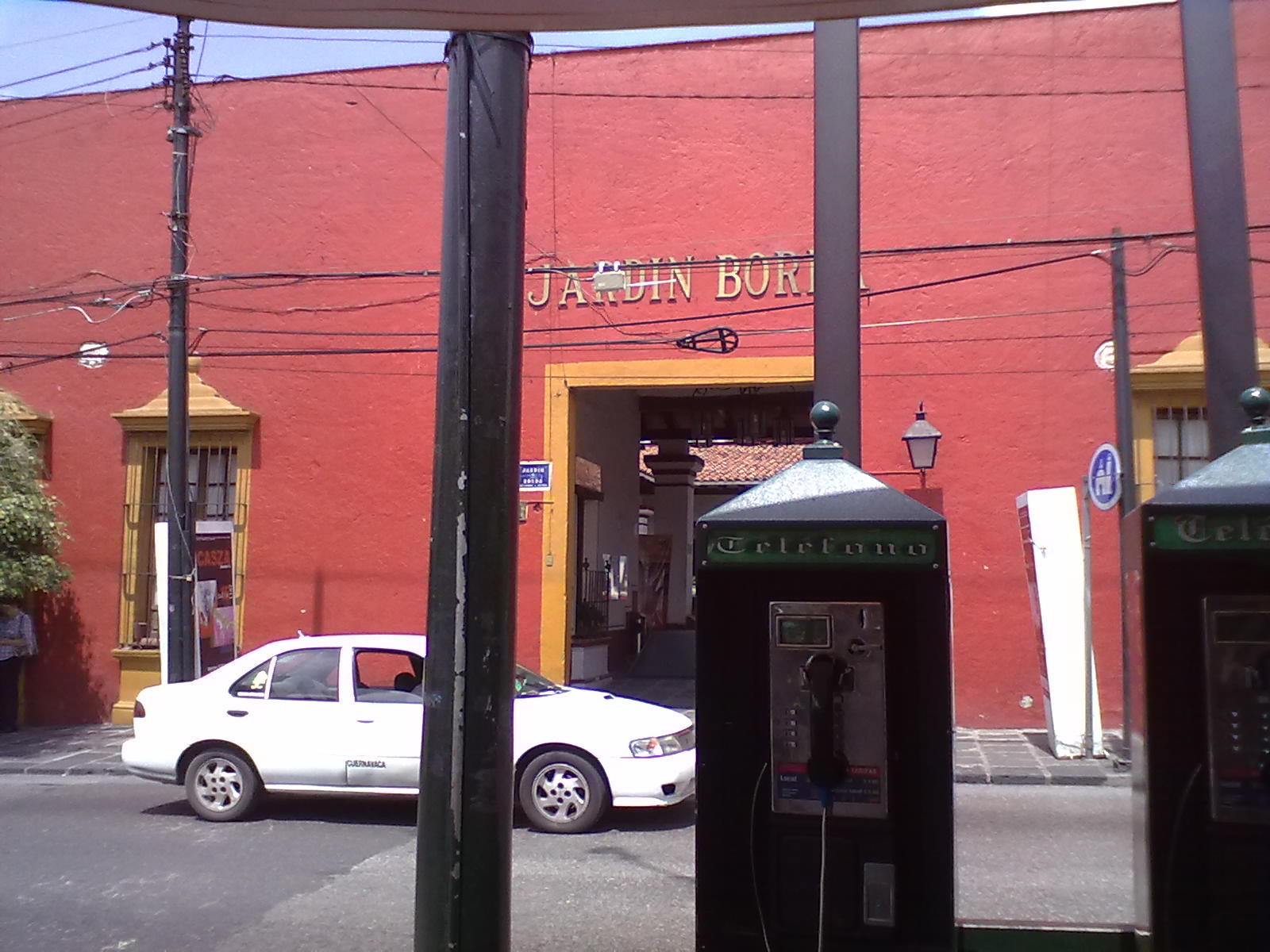

El Jardín Borda es una casa mexicana de la época virreinal, con un lago artificial y bellos jardines, que fuera construida por el famoso minero de la plata, don Joseph Gouaux de Laborde Sánchez, conocido en el Virreinato de la Nueva España como José de la Borda. 
Su construcción se remonta a la primera mitad del siglo XVIII. Destaca por la ingeniería hidráulica de su tiempo, que alimentaba con agua corriente el lago interior y las diversas fuentes de los jardines, así como la gran variedad de plantas que fueron ubicadas en su interior. Al costado norte de la casa Borda y Verdugo construyó un adoratorio a San Felipe de Jesús, el santo de la educación, que al concluirse se dedicó a la Virgen de Guadalupe. En el siglo XIX, en 1865, durante el gobierno de Maximiliano de Habsburgo junto con su esposa Carlota Amelia escogieron este lugar como su residencia de verano, debido al agradable clima que existe en Cuernavaca durante todo el año, que hace que la ciudad sea un destino turístico elegible para personas de todo el mundo. Hoy en día el Jardín Borda se encuentra al cuidado del municipio, cuenta con salas de exposición, librería y es utilizado para exposiciones temporales y conciertos en el auditorio al aire libre que existe en el área de su lago interior.

## Historia
El Jardín Borda fue una mansión de verano con hermosos jardines, que construyera el rico minero de Taxco, José de la Borda. Afecto al estudio de la botánica y la horticultura, reunió en ese sitio varias especies de plantas en varios jardines; puso dos albercas, terrazas a diversos niveles, rampas, escalinatas, fuentes y juegos de agua al estilo francés. Tiene una iglesia aledaña que Borda construyera también antes de 1778, lugar donde murió. A la muerte de éste el 30 de mayo de 1778, el parque se transforma en un lugar recreativo y jardín botánico, que ya en ese entonces contaba con cientos de variedades de árboles frutales y plantas de ornato. Las obras del jardín Borda incluyendo el lago interior se terminaron en 1783. En 1784 se construyó la vecina iglesia de Guadalupe.
El lugar se hizo famoso, además de por sus jardines, por los libros y los artículos que los visitantes que se alojaron en él escribieron acerca del mismo. La residencia nunca perdió su atractivo y en 1865, después de un viaje a Yucatán, los emperadores Maximiliano de Habsburgo y Carlota Amalia seleccionaron este lugar como su residencia de verano. Con la estancia de la pareja, el jardín volvió a tomar su categoría de elegancia sencilla, dejó de ser hotel y se convirtió en un Palacio Imperial. Los emperadores rodeados por su corte, ofrecían espectaculares reuniones de gala en los jardines y excelentes conciertos en el escenario del estanque. 
Entre los visitantes importantes que visitaron el Jardín Borda más adelante en su historia se encuentran: Francisco I. Madero, Emiliano Zapata, Sebastián Lerdo de Tejada, Francisco Leyva, Porfirio Díaz y Diego Rivera.

## Arquitectura
Este lugar se caracteriza por su inmenso lago en donde actualmente las personas pueden hacer un recorrido en lancha; también adorna la vista de lugar la Fuente Magna en donde se pueden apreciar el estilo barroco en sus detalles; así como sorprende por su belleza el pórtico con enrejado de jardines de la lejana Alhambra en Granada propio del los siglos VIII al X.
El Jardín Borda ha sido un espacio que ha tenido diferentes funciones. En primer lugar fue a casa de verano de Maximiliano de Habsburgo y Carlota Amalia, espacio que les sirvió para ofrecer conciertos al aire libre los que acudieron personajes famosos y representativos de la historia mexicana. Posteriormente fue convertido en hotel, corriendo el peligro de desaparecer a causa de intereses diferentes al mantenimiento de espacios ricos en historia y estética como este Jardín. Ha sido sometido a proceso de restauración y actualmente es un centro cultural coordinado por la Secretaría de Cultura.

## Flora y fauna
El Jardín Borda por su arquitectura alberga una gran vegetación de especies de árboles nativas de la flora mesoamericana, su colección botánica se origina en el último tercio del siglo XVIII,  en las que destacan árboles, arbustos y hierbas; enredaderas, erectas, rastreras, amacolladas, por mencionar algunas, lo que permite al jardín tener diferentes tonalidades de color y diferentes estratos. Por su riqueza de especies vegetales se determinó agruparlas en dos especies en nativas de flora mesoamericana y exótica. 
Las plantas nativas son aquellas que desde su origen se distribuyen de forma silvestre o doméstica en Mesoamérica por su producción de bienes y servicios ambientales, formando parte del hábitat de la fauna silvestre. Para los habitantes de las comunidades rurales tiene un significado cultural, por todos los beneficios que obtienen de la colecta, dándoles uso de forraje, místico, alimenticio, medicinal, también elaboran con ellas: colorantes, materiales para la construcción, utensilios de labranza, domésticos, ornamentales y artesanales. 
Como ejemplo de plantas nativas tenemos: atoyaxocotl (ciruela), cacaloxitl o flor de mayo, palma de abanico, clavellina, copal, chaya, tlilsapotl, pascualxochitl (nochebuena), zompantle, tzompancuahuitl, cuajinicuitl, matarrata, cocoite, guaje, huacen, guamúchil, ahoacaquahutl (aguacate), amate prieto, guayabo, fresno, hoja santa, zapote borracho, etc.
Las plantas exóticas se introdujeron al Jardín Borda procedentes de otros ambientes, por su follaje y colorido de sus flores son de uso ornamental. Algunos ejemplos de estos son: mango criollo, jacaranda, acelga, hoja alga, laurel de la India, tulipán, palma de coquito, eucalipto, cepillo, pomarrosa, café, cebollejo, etc.
La fauna, se compone diferentes especies, entre ellas los reptiles como las lagartijas, las ardillas, tlacuaches, ratones, y murciélagos, las aves clasificadas en especies residentes y especies migratorias, que enriquecen el paisaje con sus cantos, se pueden observar las tortolitas, pericos, búhos, golondrinas, patos, gansos, colibríes. Los peces y las plantas acuáticas tienen su hábitat en el lago, donde se puede remar en compañía de los gansos. 

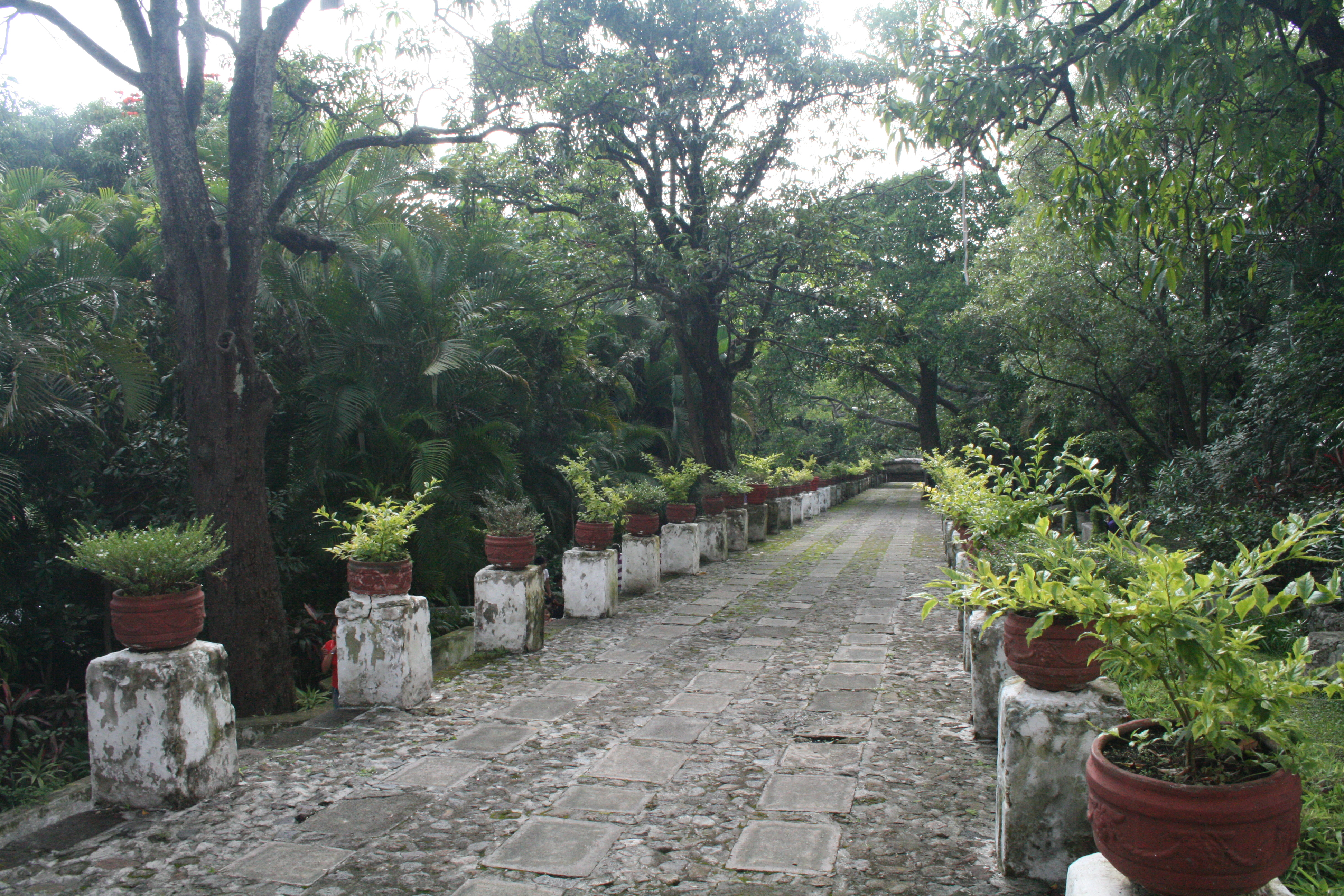
Calzada al interior del Jardín Borda

## Cultura
En el Jardín Borda podrás encontrar artesanías, por un lado, utensilios de cocina en barro y madera, figuras de madera y figuras decorativas; artículos en barro vidriado y muebles de hierro. Por otro podrás encontrar también instrumentos prehispánicos, arte en papel amate, figuras de madera, prendas de vestir en tela de manta, collares de piedras minerales.  Asimismo es posible encontrar todo tipo de productos hechos en cera y en cerámica. Este conjunto de artesanías ha sido una propuesta hecha por autores de la región.

## Actualidad
Actualmente, el Jardín Borda es parte de la Secretaría de Cultura de Morelos, que realiza eventos de tipo cultural: exposiciones de pintura, escultura, artes plásticas y fotografía, así como espectáculos de danza, teatro y una gran cantidad de conciertos, a lo largo del año y dependiendo de la fecha, encontraras, diferentes puestas en escena y exposiciones de artesanías.